# ستوك أون ترينت
ستوك-أون-ترينت (بالإنجليزية: Stoke-on-Trent) وتختصر عادة إلى ستوك كبرى مدن ستافوردشير غرب وسط إنكلترا (المملكة المتحدة). وتقع عند بداية نهر الترينت.

## التاريخ
حازت لقب «المدينة» سنة 1925م. واشتهرت أثناء الثورة الصناعية وما بعدها بصناعة الخزف والفخار، واعتمد اقتصادها أيضا على مناجم الفحم وصناعة الحديد، تراجعت كلها في أواخر القرن العشرين. وظلت بها صناعة المطاط (ميشلان) في الألفية الجديدة، بجانب بعض المصانع الصغيرة.

## الاقتصاد
بها اليوم مخازن لصيدليات التعاونية ومتاجر سينزبريز. ولعل أشهر الشركات التي تتخذ من المدينة مقرا لها « bet365 » للقمار (ومديرها يرأس نادي ستوك سيتي)، و«Phones4U» لبيع الهواتف المحمولة وعقودها. كما يوجد بالمدينة مركز اتصالات كبير لفودافون ومقر «Fuchs Petrolub» للمشحمات ومصانع أغذية لشركة «Premier Foods».

## المواصلات
تقع المدينة على خط الساحل الغربي الرئيسي، وتربطه قطارات سريعة ببرمنغهام ولندن جنوبا ومانشستر شمالا، إضافة إلى الطريق السريع 6. وترتبط به عبر الطريق الرئيسي 500 الذي يلقب بال«D road» ويربطها أيضا بنيوكاسل أندر لايم المجاورة وكرو في تشيشير.

## الخدمات
بالمدينة مستشفى جامعي كبير، يعد المؤسسة الثانية تشغيلا للعمالة في المدينة بعد البلدية.

## المعالم
تعتبر منطقة «هانلي» مركز المدينة، وبها مركز تسوق ومسرح ومعالم أخرى.

## توأمة
لستوك أون ترينت اتفاقيات توأمة مع:
- إرلنغن (1989 - )

## الأعلام
- ريجنالد جونز رئيس مجلس إدارة جنرال إلكتريك